# 武士氏
武士氏（たけしし）は日本の氏族のひとつ。本姓は不詳。

## 武士氏とは
武士氏は常陸国に勢力を持ち、常陸守護代 小野崎氏の有力家臣としてもその家系が確認され、小野崎通政の代には小野崎四天王に連なるという。家紋は五つ瓜に違い鷹の羽。
また、戦国期には常陸守護 佐竹氏の家臣にその姓が確認され、文禄5年(1596年)8月18日、佐竹義宣の代に人見主膳藤道を奉行として武士孫一郎に対し、大石なる地に知行5石を給されたとする記録が確認される。また、佐竹氏の秋田転封についての記録 『慶長国替記』に50石取りの家臣として武士新六郎、30石取りの家臣として武士囚獄の名が見える。